# Kloster Riseberga

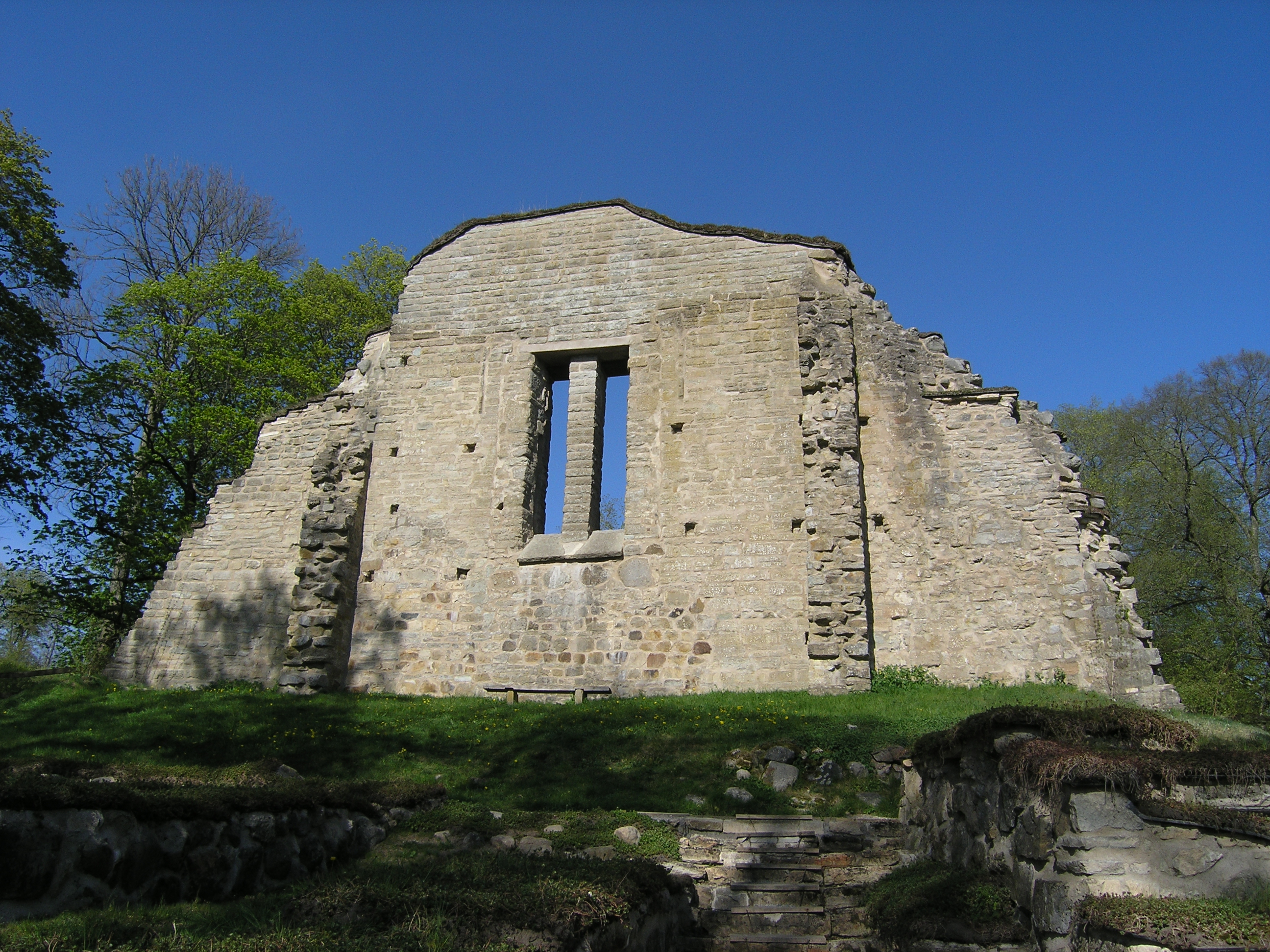
Westgiebel der Klosterkirche von außen

Das Kloster Riseberga ist ein ehemaliges Zisterzienserinnen-Kloster in der Kirchengemeinde Edsberg in der Nähe von Fjugesta in Westnärke (Schweden).

## Geschichte

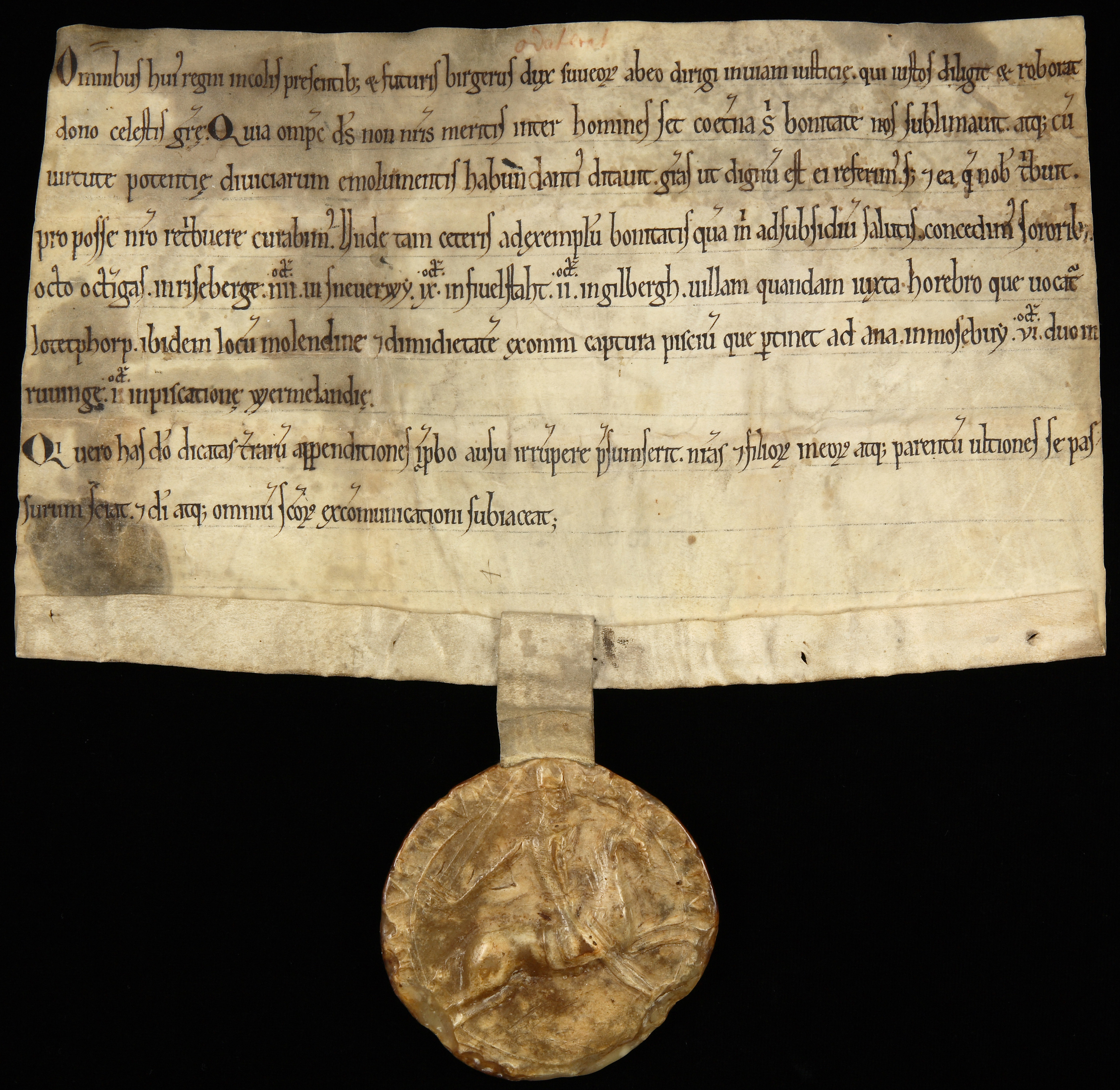
Schenkungsurkunde von Jarl Birger

Das Kloster wurde Ende des 12. Jahrhunderts als Tochterkloster von Vreta gegründet, vermutlich veranlasst durch König Sverker II., der die Niederlassung des Zisterzienserordens in Schweden förderte. Die erste Erwähnung ist die undatierte Urkunde, mit der der 1202 verstorbene Jarl Birger Brosa den Klosterschwestern Teile seiner Ländereien schenkte. Der mächtige Jarl Birger war nicht nur Gutsherr der Umgebung, sondern hatte Sverker auch auf den Thron geholfen und ihn mit seiner Tochter Ingeborg verheiratet. Seine Frau Birgitta, eine Tochter des norwegischen Königs Harald Gille, die in erster Ehe mit dem schwedischen König Magnus Henriksson verheiratet gewesen war, trat als Witwe in das Kloster ein und verbrachte ihre letzten Lebensjahre als Nonne.
Im Jahr 1212 verlieh König Erik X. dem Kloster das Recht auf sämtliches Eigentum, das verurteilten Kriminellen wegen in seinem Gebiet begangener Verbrechen beschlagnahmt wurde. Papst Innozenz III. versah es 1216 mit einem Schutzbrief. Diese Urkunde nennt bereits eine Äbtissin. Das Kloster muss also bereits recht groß und wohlhabend gewesen sein. Im Laufe der folgenden Jahrhunderte bedachten auch weitere Könige und Adlige das Kloster mit großzügigen Stiftungen. Es gewann somit immer mehr Land dazu und besaß schließlich 224 Höfe, Mühlen, Gruben und Kirchen in Närke, Södermanland, Värmland, Västergötland, Östergötland und auf Öland sowie Grundstücke in Örebro. Da das Kloster auch Abgaben in Form von Eisenerz erhielt und man Überreste einer Schmiede am Rande des Klostergeländes fand, ist anzunehmen, dass die außerhalb der Klausur angesiedelten Laienbrüder neben Land- und Teichwirtschaft auch Eisenverarbeitung betrieben.
Das gesamte Kirchspiel Edsberg war dem Kloster inkorporiert und Riseberga dafür verantwortlich, der Kirchengemeinde einen Priester zu stellen, der gleichzeitig Beichtvater der Nonnen war. Für die Klosterverwaltung waren die Zisterziensermönche im Kloster Alvastra zuständig.
1341 brachten Ulf Gudmarsson und seine später als Heilige verehrte Ehefrau Birgitta Birgerdotter ihre Tochter Ingeborg als Novizin nach Riseberga. Auch die Tochter Katharina lebte vor ihrer Eheschließung einige Jahre als Schülerin in Riseberga. Zum Unterhalt ihrer Töchter überließen die Eltern dem Kloster einen Hof mit einer Mühle.
Im Jahr 1384 besetzte ein deutsches Söldnerheer von Albrecht von Mecklenburg, der um die Wiederherstellung seiner Königsmacht kämpfte, das Kloster und plünderte es aus. Die Nonnen verließen das Kloster, bis das Söldnerheer abgezogen war. Um das Kloster in dieser Notlage finanziell zu unterstützen, inkorporierte ihm Bischof Thord von Strängnäs auch das Kirchspiel Hackvad, dessen Zehnter nun an das Kloster floss.

## Auflösung und Zerfall

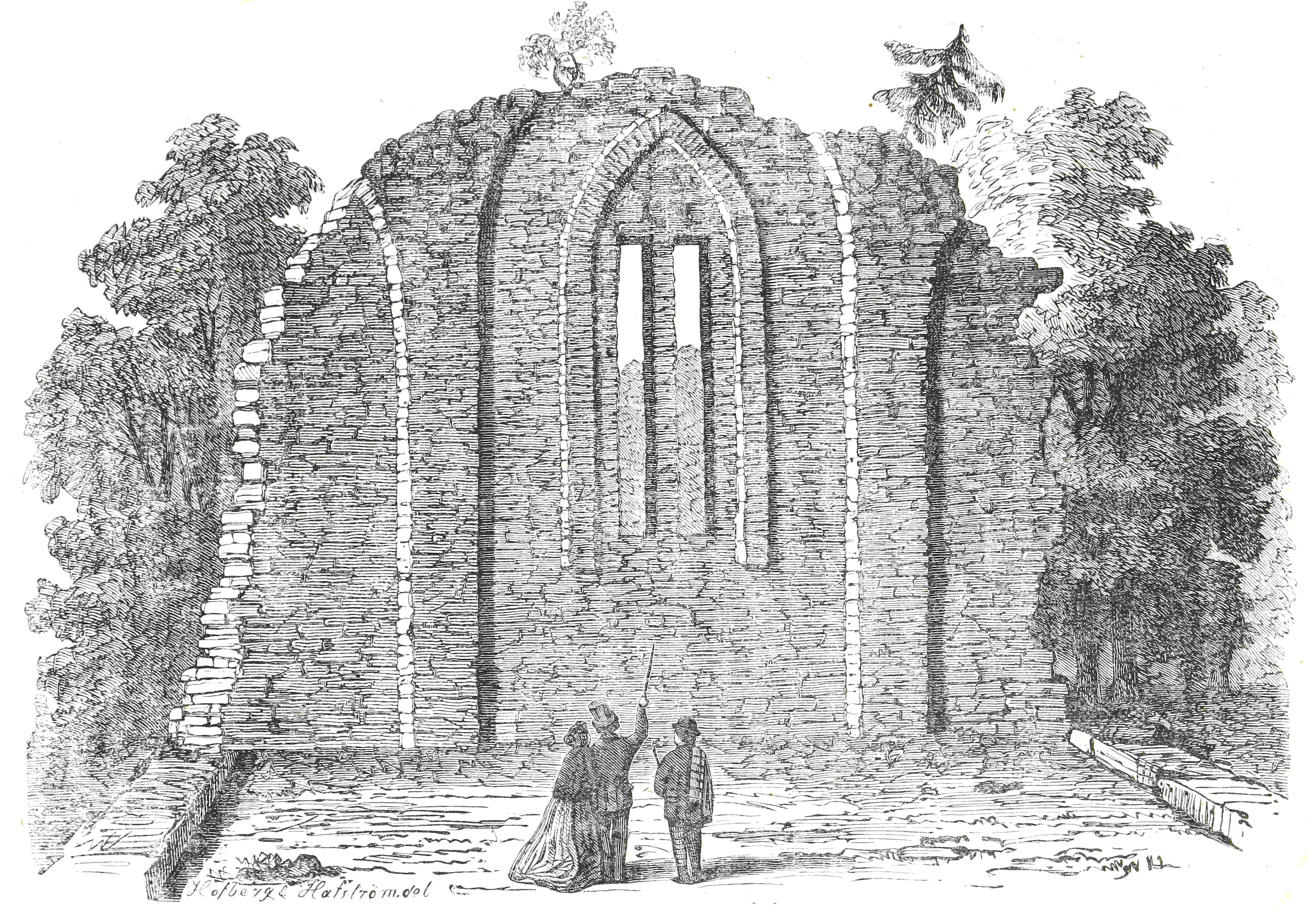
Der Westgiebel mit Spitzbogenfenster und Gewölbeansätzen vom Kircheninneren aus gesehen (Zeichnung aus Herman Hofberg: Nerikes gamla minnen. 1868)

Im Zuge der Einführung der Reformation durch Gustav Wasa fiel das Eigentum des Klosters 1527 an die Krone. Die letzten Nonnen verließen das Kloster etwa zehn Jahre später. 1546 wurde das Kloster durch Feuer zerstört und die Konventsgebäude brannten nieder. Das Gut wechselte mehrfach durch Schenkung und Verkauf den Besitzer. Die Gebäude blieben stehen, bis 1650 Baumaterial aus der verfallenen Klosterkirche zur Vergrößerung der aus dem 12. Jahrhundert stammenden Kirche in Edsberg verwendet wurde. Auch das Kirchenportal der Klosterkirche wurde übernommen. Abschließend dienten die verbliebenen Ruinen als Steinbruch. In den 1820er Jahren wurde in der Klosterruine ein Kalkofen errichtet. Die Zerstörung beendete in den 1830er Jahren der damalige Pächter Nils Gabriel Roth, der die erhaltenen Überreste freilegte und sicherte. Im 19. Jahrhundert fand man Bierfässer mit noch genießbarem Bier.
Auf dem Klostergelände wurde 1937 ein Amphitheater gebaut. Mit Platz für 1216 Zuschauer ist es das größte Freilichttheater des Landes.
Der 1989 gegründete Verein Riseberga Rediviva kümmert sich um die Erhaltung der Ruinen und die Erforschung der Klostergeschichte. Seit 2023 finden archäologische Ausgrabungen auf dem ehemaligen Klostergelände statt, bei denen bisher Spuren eines Vorgängerbaus der Kirche und eines Kräutergartens gefunden wurden.

## Gebäude

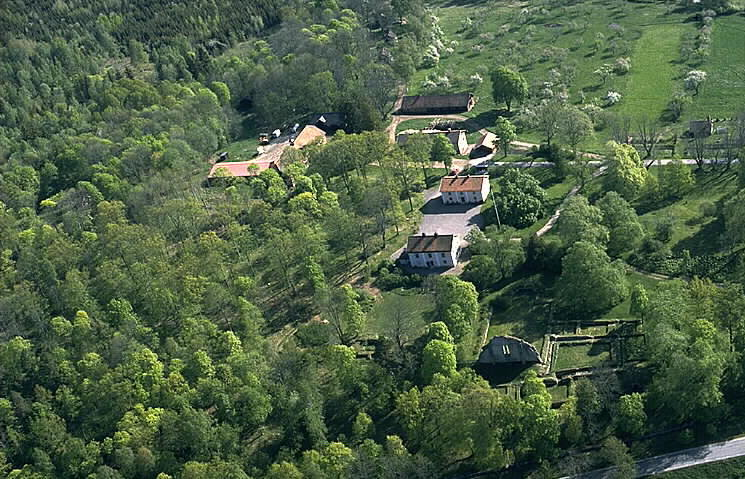
Luftbild der Klosterruine

Von den Klostergebäuden sind nur die Fundamente erhalten. Von der im 13. Jahrhundert anstelle einer älteren Holzkirche aus Kalkstein erbauten Klosterkirche ist noch der Westgiebel mit einem zur Bausicherung teilweise vermauerten gotischen Spitzbogenfenster vorhanden. Wie bei Zisterzienserkirchen üblich war die dreischiffige, eingewölbte Kirche schlicht und besaß nur einen Dachreiter statt eines Kirchturms. Der kleine eingezogene Chor hatte einen Dreiachtelschluss. An der Südseite der Kirche schlossen sich die um einen Kreuzgang angeordneten Konventsgebäude an. Von dort konnten die Nonnen direkt die Kirche betreten. An der Nordseite muss es für alle übrigen Besucher der Kirche ebenfalls einen Eingang gegeben haben, doch von diesem Portal hat sich wie auch von der Kirchenausstattung nichts erhalten.

## Legende vonSkön Elisif
Mit dem Kloster Riseberga verbunden ist die 1732 erstmals publizierte Ballade Skön Elisif (Schön Elisif), die Bischof Nils von Linköping († 1391) zugeschrieben wurde und damit lange als die älteste schwedische Dichtung eines namentlich bekannten Autors galt. Mittlerweile wird das Werk aber als eine Fälschung des Pfarrers Nils Rabenius angesehen.
Das Gedicht erzählt die Legende der Nonne Elisif: Bernhard der Lange, ein deutscher Ritter aus dem Gefolge des schwedischen Königs Albrecht von Mecklenburg, das 1384 das Kloster besetzte, verliebt sich in die junge Nonne aus vornehmem Geschlecht. Ihr Vater, die Äbtissin und Elisif selbst verweigern sich der von Bernhard und Albrecht gewünschten Eheschließung. Daraufhin hilft der König seinem Ritter, das Mädchen zu entführen, woraufhin sich ihr Vater Albrechts Gegnern anschließt, die ihn aus Schweden vertreiben. Der Ritter folgt ihm, nimmt Elisif aber mit, obwohl er ohne päpstlichen Dispens zur Auflösung der Ordensgelübde das Sakrament der Ehe nicht mit ihr eingehen kann. Als Bernhard Elisif auf der Überfahrt nach Gotland bedrängt, betet sie zur Gottesmutter Maria. Das Schiff erleidet Schiffbruch und der Ritter kommt ums Leben. Elisif wird an Land gespült, gerettet und von Bischof Nils von Linköping ins Kloster zurückgebracht, wo sie wenige Tage später stirbt. 
Nils selbst soll das Gedicht verfasst haben, das sich im 19. Jahrhundert großer Beliebtheit erfreute. So wurde versucht, die handelnden Personen zu identifizieren, was jedoch nur bei König und Bischof eindeutig gelang. Elisifs Vater wurde mit Marschall Erik Kettilson Puke identifiziert, der ab 1388 Königin Margarethe I. gegen Albrecht unterstützte und laut einer erhaltenen Urkunde dem Kloster 1369 seinen gesamten Besitz in Värmland überschrieb. Carl Georg Starbäck, der Om Elisif och Bernhard den långe 1885 publizierte, äußerte erstmals leise Zweifel an der Authentizität der Ballade.